# Emilio Brusa
Emilio Antonio Maria Brusa (Ternate, 9 settembre 1843 – Roma, 14 dicembre 1908) è stato un giurista e politico italiano.

## Carriera
Dopo aver compiuto gli studi classici a Milano, frequentò il corso di giurisprudenza in parte all'università di Pavia, ove conseguì il dottorato, e in parte in quella di Pisa, in cui seguì le lezioni del grande criminalista Francesco Carrara di cui fu allievo. Professò in seguito per qualche anno l'avvocatura a Milano, ma continuò negli studi scientifici, pubblicando a sue spese gli Studi sulla recidiva, presentati nel 1867 al concorso di diritto e procedura penale presso l'università di Parma (poi annullato per irregolarità di forme), cui prese parte anche Giuseppe Carle, al quale si legò di amicizia. Nel 1871 ebbe l'incarico dell'insegnamento del diritto internazionale nell'università di Modena, assumendo pure più tardi quello della filosofia del diritto. Alla fine del 1877 fu chiamato dal governo olandese a insegnare diritto penale e filosofia del diritto nell'università di Amsterdam, incarico che lasciò nel 1879 quando fu nominato, per concorso, professore di diritto e procedura penale nell'università di Torino, succedendo a Tancredi Canonico.

## Idee
Brusa seguì le dottrine fondamentali di Francesco Carrara, circa la natura giuridica del reato e della pena, ma non ne condivise l'idea di una giustizia trascendente attuata per il tramite del diritto positivo.
La distinzione del diritto in generale, e del diritto penale in specie, dalla morale e dall'interesse sociale è operata dal Brusa attraverso il rifiuto del dogmatismo e della metafisica, da una parte, e del determinismo positivista, dall'altra, sottolineando per un verso il carattere storico-pratico del diritto, la sua funzione di regolatore dei vari corpi sociali cui si applica; e, per altro verso, il fondamento etico della responsabilità penale dell'individuo e della stessa normazione penale, il cui carattere razionale-giuridico, lungi dal derivare dall'utilità e dall'interesse sociale, empirico e mutevole, trova il suo necessario supporto nella coscienza e nella libertà della persona umana. Sostenitore ed esponente della scuola classica del diritto penale, il B. derivò da Giovanni Carmignani la dottrina delle forze del delitto in tema di qualificazione del reato e, pur muovendosi sostanzialmente nell'ambito dell'insegnamento del Carrara, non seguì nel metodo le organiche e quasi geometriche forme e argomentazioni di questo. Ispirandosi alla filosofia neocritica del francese Charles Renouvier, avversò il positivismo filosofico e metodologico applicato alle scienze giuridiche (in particolare la scuola positiva di Enrico Ferri) e l'empirismo riduttore e semplificatore di antropologi, psicologi e sociologi criminalisti, i cui apporti egli cercò di integrare e coordinare nell'ambito della teoria del reato come rapporto giuridico, qualificato cioè dal diritto positivo, e della pena come sanzione della violazione del diritto positivo stesso. Tenace oppositore della qualificazione del reato e della pena in funzione di un fine extragiuridico da tutelare e da conseguire, indirizzo per il quale si faceva valere anche nella scienza giuridica l'esigenza di formulare risposte adeguate ai problemi posti dallo sviluppo sociale, il B. denunciò i pericoli teocratici e autoritari di una normazione e di un magistero penale ispirati a finalità etiche o di utilità e di interesse sociale, cercando da parte sua di formulare risposte coerenti con la tutela della libertà individuale, base del diritto, e con la divisione dei poteri quale garanzia dei diritti del cittadino. Muovendo da siffatta posizione liberale e garantista, il B. si oppose tanto alle teorie della prevenzione criminale quali erano sostenute dal Ferri, quanto all'uso della forza nei rapporti internazionali, al ricorso ministeriale al segreto politico in sede giudiziaria, alla sostituzione dei tribunali militari di guerra alla giurisdizione ordinaria a Massa e a Palermo nel 1894.
Preoccupato non tanto della sistematicità della teoria, quanto piuttosto dell'interpretazione e della applicazione del diritto positivo in fase di profonda trasformazione sia in Italia sia in molti paesi europei, Brusa accentuò la tendenza alla tecnica giuridica, insita peraltro nel sistema della scuola classica, interessandosi, oltre che al diritto e alla procedura penale, alla pratica criminale e alla scienza penitenziaria, al diritto internazionale e alla legislazione penale comparata. In quest'ultimo campo si devono al B. commenti al progetto di codice penale del Canton Ticino (alla cui formazione partecipò), dei Cantoni di Zurigo e di Neuchâtel, al codice penale olandese, e la traduzione del codice di procedura penale norvegese. La sua produzione scientifica, oltre che ai corsi universitari, è affidata soprattutto ai saggi pubblicati su numerose riviste, fra le quali la Rivista penale di Luigi Lucchini.

## Incarichi pubblici
Nel 1876 il ministro Pasquale Stanislao Mancini lo chiamò a far parte della Commissione governativa per la compilazione del codice penale del Regno d'Italia. Il B. ne fu segretario aggiunto, membro della sottocommissione incaricata di elaborare gli emendamenti al libro I e di quella per i titoli VIII e IX, libro II, "Reati contro la fede pubblica" e "Reati contro il commercio e l'industria". Nel 1898 il ministro Camillo Finocchiaro Aprile lo chiamò a far parte della Commissione governativa per la revisione del codice di procedura penale: al Brusa furono assegnati i temi del "Giudizio contumaciale" e della "Azione civile e rapporti, fra giudicato penale e civile". Delegato governativo ai congressi penitenzieri internazionali dal 1878 in poi, fu membro della delegazione italiana alla Conferenza per la pace dell'Aia del 1899. Nello stesso anno si recò, con l'esploratore svedese Adolf Erik Nordenskiöld, a Pietroburgo, per presentare allo zar Nicola II un indirizzo dei più illuminati uomini d'Europa in favore delle libertà finlandesi. Fu tra i sostenitori della libertà del Transvaal. Membro di numerosi istituti ed accademie italiane e straniere, fu nominato senatore del Regno il 21 genn. 1906 e membro della Commissione permanente di statistica giudiziaria presso il ministero di Grazia e Giustizia, nonché presidente del patronato per i delinquenti minorenni.

## Opere
Le sue opere principali sono: Studi sulla recidiva, Milano 1866; Idea fondamentale del diritto e del diritto internazionale in ispecie, Prolusione, Modena 1872; Dei segreti politici, in Rivista penale, VI (1877), pp. 282-97; De la science en général et de l'école pénale italienne en particulier, Discorso inaugurale, in Atti della R. Accademia di Amsterdam, XLIV (1878, estr.);   La riforma penitenziaria in Italia, in Archivio di statistica, IV (1879), pp. 33-91;   La morale e il diritto criminale al limbo, discorso inaugurale, Torino 1880; Appunti per una introduzione al corso di diritto e procedura penale nell'università torinese, Torino 1880; Saggio di una dottrina generale del reato, Torino 1884; Sul nuovo positivismo nella giustizia penale, Torino 1887; Prolegomeni al diritto penale, Torino 1888; Francesco Carrara, in Revue de droit international, XX(1888), pp. 70-78; Legislazione, dottrina e giurisprudenza penale italiana nell'anno 1888 e negli anni 1889-1890-1891, in Ann. di dottrina, di legislazione e di giurisprudenza, I (1889), II (1891), III (1893); Su alcune delle più recenti riforme nella legislazione italiana, in Ann. della R. Università di Torino, 1890-91, pp. 25-68; Della giustizia penale eccezionale, ad occasione della presente dittatura militare, in Rivista penale, XXXIX (1894), pp. 413-64; Adattamenti penali, per le onoranze a F. Carrara, Lucca 1900.